# Кривченково
Кривченково (на руски: Кривченково) е село в Поворински район на Воронежка област на Русия.
Влиза в състава на селището от селски тип Добровольское.

## География
Селото е доста малко и в него няма улици.

## Население
| 2010 |
| ---- |
| 26   |